# Reino Mineu
O Reino Mineu ou Maim (em árabe: معين; romaniz.: Maʿīn) foi um reino do Iêmem, que existiu entre c. 400 e 200 a.C., que foi conquistado pelo Reino de Sabá. Seus habitantes foram referidos como mineus (em grego clássico: meinaioi) por Eratóstenes, Agatárquides, Plínio, Diodoro Sículo e Ptolomeu e mamalos (em latim: mamali) por Teofrasto. Sua capital era Carna e se desenvolveu no planalto cercando a confluência dos uádis Alcaride e Madabe, onde formam a captação de 12 536 quilômetros quadrados do uádi Jaufe. Tinha língua própria — o mineu, — atestada em mais de 2 000 inscrições, muitas delas em Belede Hamadã. Participou no comércio de incenso, inclusive fornecendo-o aos templos do Egito. Em decorrência do clima, dependia da irrigação.